# 石楼县
36°59′57″N 110°50′03″E / 36.99917°N 110.83417°E
石楼县隶属于山西省吕梁市，位于吕梁山西麓，黄河东岸。东以黄云山、石楼山为界与交口县相邻，南与隰县、永和县接壤；北与中阳县、柳林县毗连；西隔黄河与陕西省清涧县相望。县人民政府驻灵泉镇，总面积1808平方公里。
石楼，因县东有通天山石叠如楼而得名。石楼县有“红枣之乡”、“文物大县”等之称。

## 历史沿革
汉高祖十一年 (前196年) 封宣义为土军侯，武帝元朔三年(前127年)封代共王子郢客为土军侯，后置土军县，居西河郡，东汉废；北魏太平真君九年(448年)置岭西县，为吐京郡治，太和二十一年(497年)改名吐京县；隋开皇十八年(598年)改名石楼县，以县东南有石楼山得名。

## 行政区划
石楼县下辖4个镇、5个乡：
灵泉镇、罗村镇、义牒镇、小蒜镇、龙交乡、和合乡、辛关镇、曹家垣乡和裴沟乡。

## 交通
- 铁路：瓦日铁路石楼县站
- 公路： 340国道、 321省道

## 人口
2010年第六次全国人口普查石楼县常住人口111814人。
根据(山西省)吕梁市第七次全国人口普查公报显示：石楼县常住人口为96808人。

## 风景名胜
- 全国重点文物保护单位 ：兴东垣东岳庙、后土圣母庙
- 山西省文物保护单位：仁泉寺
- 石楼县文物保护单位：凤山寺
- 山西十大景之一：天下黄河第一湾

## 名人
- 高富有：中华人民共和国官员
- 宋彬